# Слободчиков, Владимир Иванович
Владимир Иванович Слободчиков (род. 21 апреля 1952, Долгиново, Вилейский район) — белорусский скульптор, автор произведений в монументальной, станковой и парковой скульптуре, медальерном искусстве. Народный художник Беларуси (2021). Член Британского королевского общества скульпторов (2009), почетный член Российской академии художеств (2008).

## Биография и творчество
Родился в семье учителей 21 апреля 1952 года. После окончания средней школы поступил в Белорусский театрально-художественный институт, который окончил в 1975 году. Его преподавателями были Леонид Давиденко, Анатолий Аникейчик, Геннадий Муромцев.
Участник выставок с 1973 года. С 1975 по 1988 год работал преподавателем в Республиканском колледже искусств имени Ивана Ахремчика. С 1989 года и по настоящее время заведующий кафедрой скульптуры Белорусской государственной академии искусств.
Произведения хранятся в Национальном художественном музее Республики Беларусь, Музее современного белорусского искусства, Музее театрального искусства, Музее Великой Отечественной войны (Минск), Музее изобразительного искусства (Полоцк), Галерее имени Гавриила Ващенко (Гомель), Галерее имени Павла Масленикова (Могилев), Краеведческом музее (Вилейка), Краеведческом музее (Светлогорск), Государственной Третьяковской галерее (Москва), в фонде Министерства культуры России, Нижне-Тагильском художественном музее (Россия), Галереи «Onuxus» (Швейцария), Галереи «Saggitaria» (Италия), Музее «Zimmerli» (США), Муниципалитете г. Чанжоу (Китай).
Награды: серебряная (1983) и бронзовая (1989) медали Выставки достижений народного хозяйства СССР, медаль Белорусского союза художников (2002), медаль Франциска Скорины (2006), Премия Союзного государства в области литературы и искусства (2016).